# Slabá a silná slovesa
Slabá a silná slovesa se rozlišují v germánských jazycích s výjimkou afrikánštiny. Tyto dvě skupiny sloves se od sebe liší způsobem časování.
Slabá slovesa v minulém čase (préteritu) a příčestí minulém/trpném mají (nebo v minulosti měla) tzv. dentální sufix, tj. -t-, -d- nebo -ð-. Příklady:
anglicky walk – walked – walked (chodit)
německy sagen – sagte – gesagt (říci)
faersky tala – talaði – talað (hovořit)
švédsky tala – talade – talat (hovořit)
Silná slovesa (v angličtině obvykle uváděná společně s (pravými) nepravidelnými slovesy pod souhrnným názvem nepravidelná slovesa) dentální sufixy nemají, vyznačují se změnou kmenové samohlásky, tzv. střídou. Příklady:
anglicky sing – sang – sung (zpívat)
německy singen – sang – gesungen (zpívat)
faersky syngja – sang – sungin (zpívat)
švédsky sjunga – sjöng – sjungen (zpívat)
Silných sloves je v jazycích omezený počet, nicméně se jedná o slovesa často používaná. V afrikánštině se silná slovesa nevyskytují. V americké angličtině se u některých nepravidelných sloves dává přednost pravidelné verzi; v britské naopak nepravidelné verzi těchto sloves.
Pojmy „slabé sloveso“ (schwaches Verb) a „silné sloveso“ (starkes Verb) vytvořil v 19. století německý lingvista Jacob Grimm.